# Liste des communes d'Espagne
Liste des 8 131,, communes d'Espagne par communautés autonomes et par provinces.

## Liste des communes par communauté autonome

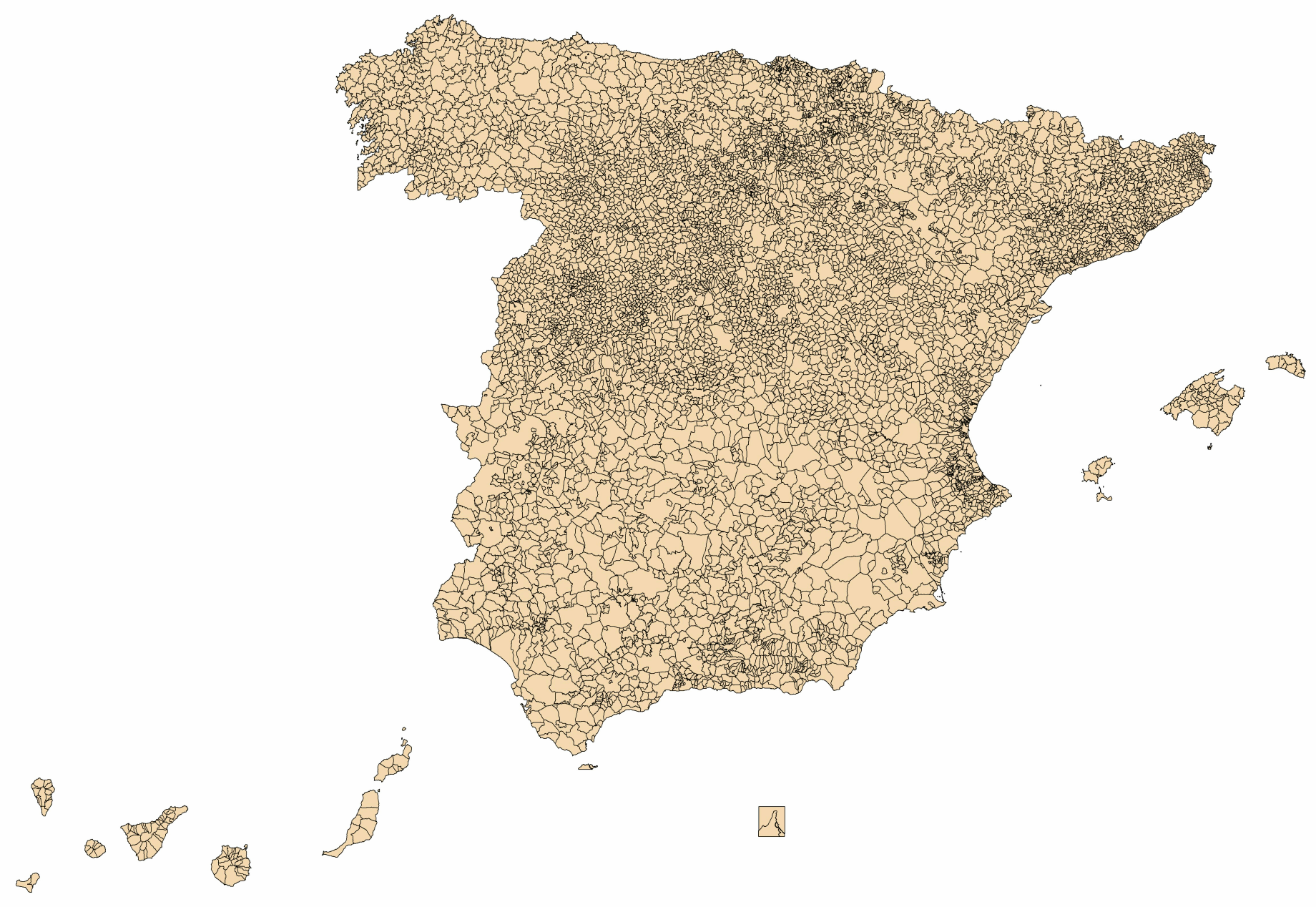
Communes d'Espagne (2003).

| Drapeau | Nom de la communauté                  | Superficie (km²) |
| ------- | ------------------------------------- | ---------------- |
|         | Communes d'Andalousie                 | 87 591           |
|         | Communes d'Aragon                     | 47 698           |
|         | Communes des Asturies                 | 10 604           |
|         | Communes des Îles Baléares            | 4 992            |
|         | Communes des Îles Canaries            | 7 447            |
|         | Communes de Cantabrie                 | 5 253            |
|         | Communes de Castille-et-León          | 93 814           |
|         | Communes de Castille-La Manche        | 79 409           |
|         | Communes de Catalogne                 | 32 627           |
|         | Communes d'Estrémadure                | 41 634           |
|         | Communes de Galice                    | 29 574           |
|         | Communes de la Communauté de Madrid   | 8 022            |
|         | Communes de la Région de Murcie       | 11 313           |
|         | Communes de Navarre                   | 9 801            |
|         | Communes du Pays basque               | 7 089            |
|         | Communes de La Rioja                  | 5 029            |
|         | Communes de la Communauté valencienne | 23 254           |
|         | Ceuta (cité autonome)                 | 19               |
|         | Melilla (cité autonome)               | 13               |

## Liste des communes par province
| Province                                          | Nombre de communes |
| ------------------------------------------------- | ------------------ |
| A                                                 |                    |
| Communes d'Álava                                  | 51                 |
| Communes de la province d'Albacete                | 87                 |
| Communes de la province d'Alicante                | 141                |
| Communes de la province d'Almería                 | 102                |
| Communes des Asturies                             | 78                 |
| Communes de la province d'Ávila                   | 248                |
| B                                                 |                    |
| Communes de la province de Badajoz                | 164                |
| Communes des Îles Baléares                        | 67                 |
| Communes de la province de Barcelone              | 311                |
| Communes de Biscaye                               | 111                |
| Communes de la province de Burgos                 | 371                |
| C                                                 |                    |
| Communes de la province de Cáceres                | 219                |
| Communes de la province de Cadix                  | 44                 |
| Communes de Cantabrie                             | 102                |
| Communes de la province de Castellón              | 135                |
| Communes de la province de Ciudad Real            | 102                |
| Communes de la province de Cordoue                | 76                 |
| Communes de la province de La Corogne             | 94                 |
| Communes de la province de Cuenca                 | 238                |
| G                                                 |                    |
| Communes de la province de Gérone                 | 221                |
| Communes de la province de Grenade                | 169                |
| Communes de la province de Guadalajara            | 288                |
| Communes du Guipuscoa                             | 88                 |
| H                                                 |                    |
| Communes de la province de Huelva                 | 79                 |
| Communes de la province de Huesca                 | 202                |
| J                                                 |                    |
| Communes de la province de Jaén                   | 97                 |
| L                                                 |                    |
| Communes de la province de León                   | 211                |
| Communes de la province de Lleida                 | 231                |
| Communes de la province de Lugo                   | 67                 |
| M                                                 |                    |
| Communes de la province de Madrid                 | 179                |
| Communes de la province de Malaga                 | 101                |
| Communes de la province de Murcie                 | 45                 |
| N                                                 |                    |
| Communes de Navarre                               | 272                |
| O                                                 |                    |
| Communes de la province d'Orense                  | 92                 |
| P                                                 |                    |
| Communes de la province de Palencia               | 191                |
| Communes de la province de Las Palmas             | 34                 |
| Communes de la province de Pontevedra             | 62                 |
| R                                                 |                    |
| Communes de La Rioja                              | 174                |
| S                                                 |                    |
| Communes de la province de Salamanque             | 362                |
| Communes de la province de Santa Cruz de Ténérife | 53                 |
| Communes de la province de Saragosse              | 292                |
| Communes de la province de Ségovie                | 209                |
| Communes de la province de Séville                | 105                |
| Communes de la province de Soria                  | 183                |
| T                                                 |                    |
| Communes de la province de Tarragone              | 183                |
| Communes de la province de Teruel                 | 236                |
| Communes de la province de Tolède                 | 204                |
| V                                                 |                    |
| Communes de la province de Valence                | 266                |
| Communes de la province de Valladolid             | 225                |
| Z                                                 |                    |
| Communes de la province de Zamora                 | 248                |
| Total                                             | 8108               |